# 龍棋
龍棋（Dragon Chess），是1985年由加里·吉蓋克斯在龍與地下城雜誌推出的國際象棋變體，作為龍與地下城中的遊戲。

## 棋具
- 3*12*8方格的多層棋盤，三層分別名為天空、地上、地底。

- 棋子兵種共十五種，每方各四十二枚：
  - 天空：龍（Dragon）一枚、獅鷹（Griffin）兩枚、風精（Sylph）六枚
  - 地上：國王（King）一枚、法師（Mage）一枚、聖武士（Paladin）一枚、僧侶（Cleric）一枚、英雄（Hero）兩枚、盜賊（Thief）兩枚、獨角獸（Unicorn）兩枚、猛瑪（Oliphant）兩枚、戰士（Warrior）十二枚
  - 地底：元素（Elemental）一枚、蜥怪（Basilisk）兩枚、矮人（Dwarf）六枚。

## 規則
- 兩方輪流動一著。移動若至敵棋處，則將該敵棋移除遊戲。
- 以將死敵方國王為勝。
- 殭死或連續用同一子將軍為和局。

### 棋子移動

#### 天空層棋子

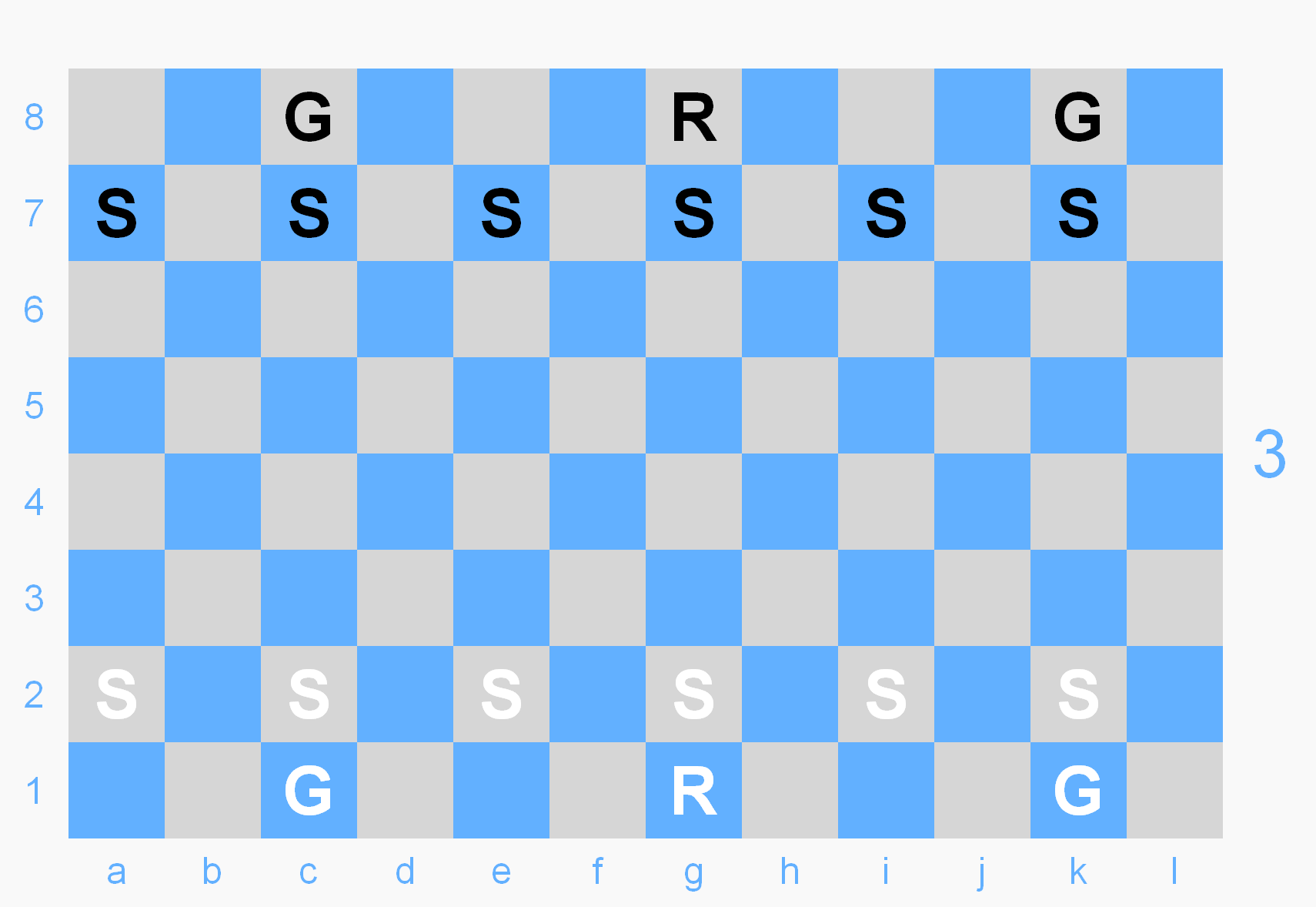
天空層棋子初始佈置

##### 風精(S)
- 在天空:
  - 往斜前方移動一格至空處，或往正前一格至敵棋處。
  - 往正下方一層吃敵棋。
- 在地上:
  - 往正上方一層的空處。
  - 回到該棋種初始佈置的空處，不受其他棋子抵擋。

##### 獅鷹(G)
- 在天空:
  - 移動如國際象棋的騎士。
  - 可往斜下方一層吃敵棋。
- 在地上:
  - 斜向一格至空處或敵棋處。
  - 往斜上方一層至空處。

##### 龍(R)
- 在天空:
  - 移動如日本將棋的龍馬
  - 不移動，吃掉正下方一層或鄰邊格下一層的敵棋。

#### 地面層棋子

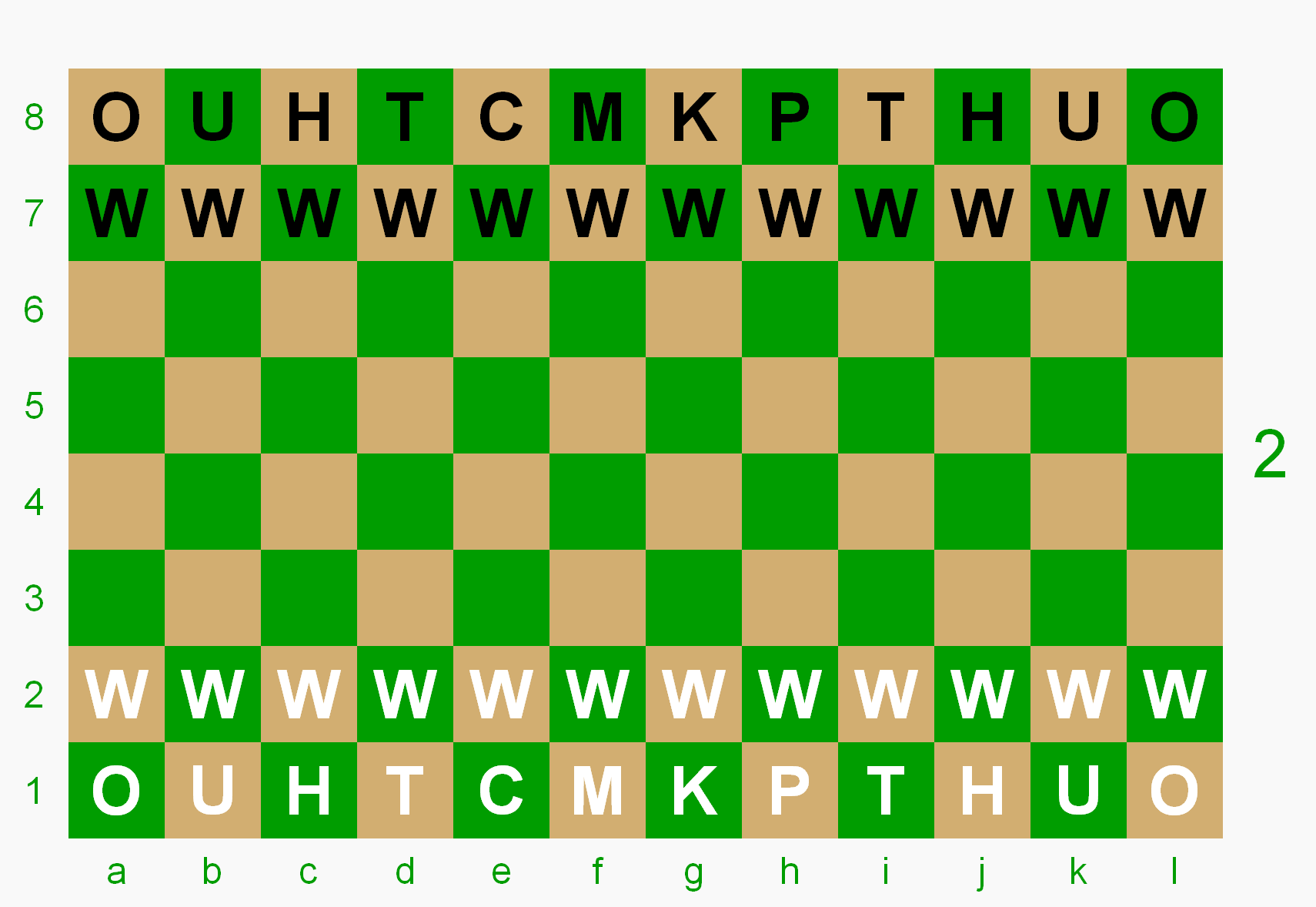
地面層棋子初始佈置

##### 戰士(W)
- 在地面:
  - 移動如國際象棋的士兵，但不能走兩格。至底行時升級為英雄。

##### 猛瑪(O)
- 在地面:移動如國際象棋的城堡。

##### 獨角獸(U)
- 在地面:移動如國際象棋的騎士。

##### 英雄(H)
- 在地面:
  - 斜向一到兩格至敵棋處或空處。
  - 往上或下一層至鄰格的敵棋處。
- 在天空或地底:
  - 往上或下一層至鄰格的敵棋處或空位處。

##### 盜賊(T)
- 在地面:移動如國際象棋的主教。

##### 僧侶(C)
- 在任何層:
  - 移動如國際象棋的國王。
  - 往上或下一層至正上或正下方的敵棋處或空位處。

##### 巫師(M)
- 在地面:移動如國際象棋的皇后。
- 在天空或地底:
  - 往鄰邊移動一格至空位或敵棋處。
- 在任何層:往上或下移動一到兩層至敵棋處或空位處。

##### 國王(K)
- 在地面:移動如國際象棋的國王。
  - 往上或下一層至正上或正下方的敵棋處或空位處。
- 在天空或地底:
  - 回至地面層離開的棋格，須為空位處，不受其他棋子抵擋。

##### 聖武士(P)
- 在地面:移動如國際象棋的國王或騎士。
  - 2*3對角格的上或下層的敵棋處或空位處。
- 在天空或地底:
  - 移動如國際象棋的國王。
  - 2*3對角格的地面層空位處。

#### 地底層棋子

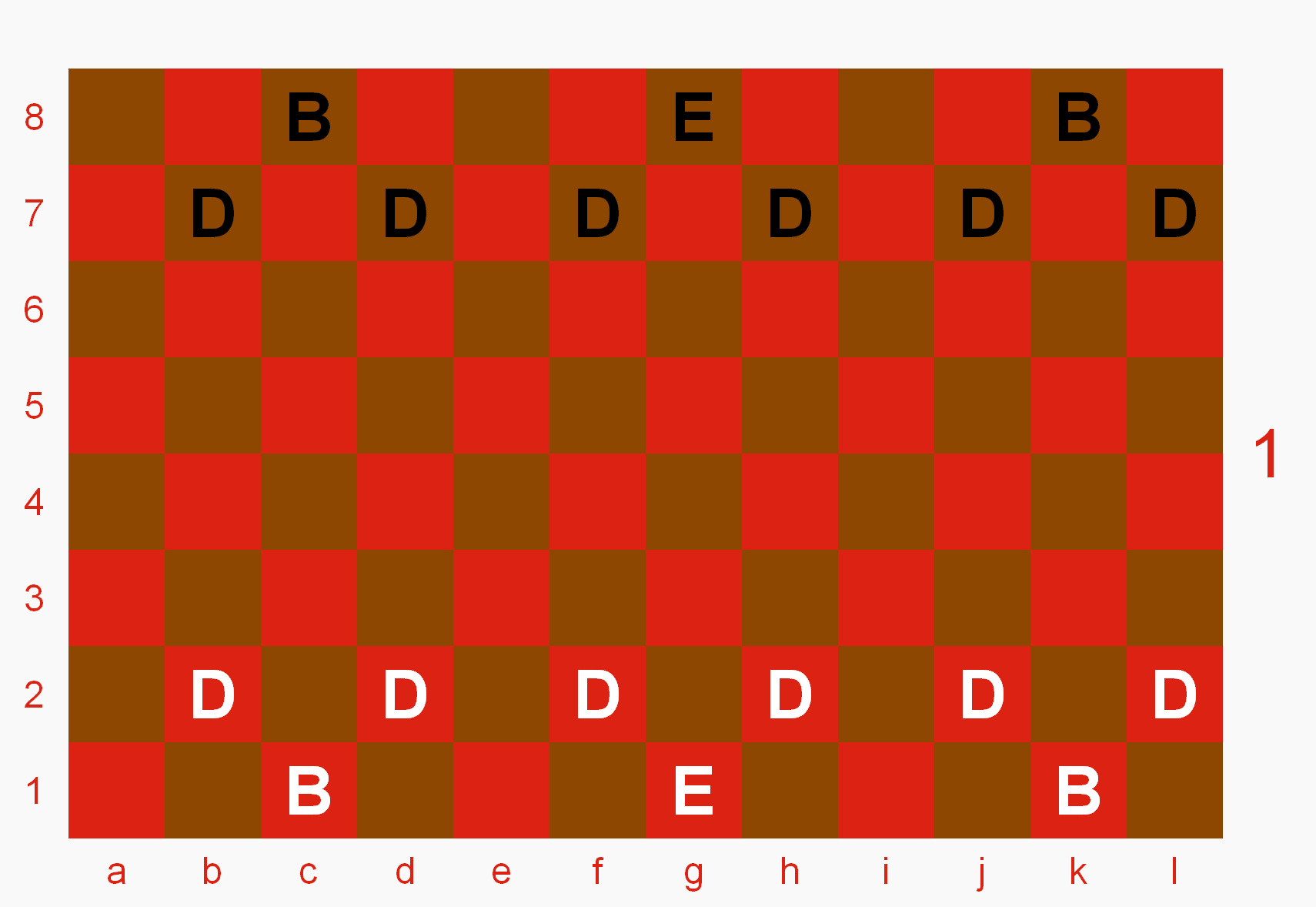
地底層棋子初始佈置

##### 矮人(D)
- 在地底:
  - 往正前方、橫向移動一格至空處，或往斜前一格至敵棋處。
  - 往正上方一格至敵棋處。
- 在地面:
  - 往正前方、橫向移動一格至空處，或往斜前一格至敵棋處。
  - 往正下方一層至空處。

##### 蜥怪(B)
- 在地底:
  - 往斜前方、正後移動一格至空處，或往正前一格至敵棋處。
  - 在正上方一層的敵棋無法移動。

##### 元素(E)
- 在地底:
  - 正向移動一到兩格至空處或敵棋處。
  - 斜向移動一格至空處。
  - 正向移動一格至空處，然後往正上一層至敵棋處。
- 在地面:正向移動一格至空處，然後往正下一層至敵棋或空處。

## 外部連結
- 遊戲介紹 （页面存档备份，存于）
- 遊戲下載 （页面存档备份，存于）